# XF3U (航空機)
XF3U
XF3U-1
- 用途：戦闘機
- 製造者：チャンス・ヴォート社
- 運用者： アメリカ合衆国（海軍）
- 初飛行：1933年5月9日
- 生産数：1機（のちSBUへ改造）
- 運用状況：退役

XF3Uはアメリカ合衆国のチャンス・ヴォート社が開発した全金属製複葉艦上戦闘機。1機が試作されたのみで、制式採用はなされなかったが、急降下爆撃機SBUへと改造され、そちらは制式採用の後量産された。

## 概要
1932年にアメリカ海軍は、ヴォート社に対し複座の艦上戦闘機の開発を発注した。これを受けて製作されたのがXF3U-1である。1機が試作され、1933年5月9日に初飛行を行っている。
機体は、複座の複葉機であり、機体の中央部から後部にかけて、密閉式のコックピットとなっている。上翼は下翼より前進位置にあり、また胴体上方に位置している。パイロットは、上翼と胴体の間より前方を見る形となる。着陸脚は固定式である。
機体の性能は良好であり、機動性も高い評価を受けた。しかし、アメリカ海軍において、複座戦闘機の意義に疑問がもたれたために、本機の採用はなされなかった。
本機の機体自身は評価を受けたために、偵察爆撃機、XSBU（英語版）に改装されている。SBUは制式採用され、125機が生産された。

## 要目
- 全長：8.07m
- 全幅：9.60m
- 全高：3.32m
- 自重：1.6t
- 機関：P&W R-1535 レシプロ星型エンジン 700馬力 1基
- 乗員：2名
- 武装：7.7mm機銃3門、爆弾105kg
- 最大速度：334km/h
- 航続距離：917km